# MAN NM xx2
MAN NM xx2 – seria niskowejściowych midibusów produkcji MAN, zaliczanych do tzw. 2. generacji autobusów. Seria NM xx2 jest odpowiednikiem 12-metrowych autobusów serii NL2x2.

## Podwozie i nadwozie
Autobus produkowany był przy użyciu podwozi marki MAN i nadwozi Göppel, jak również we wchodzącej w skład koncernu fabryce Gräf & Stift. W egzemplarzach wyprodukowanych przed 1993 rokiem wszystkie siedzenia wewnątrz umieszczone były na podestach, a dolna linia okien była prosta, analogicznie do modelu NL 202 z tego samego okresu.
Ponadto w zmodyfikowanej wersji NM 152 otrzymał nowe większe koła, czterocylidrowy silnik D0824 oraz krótszy tylny zwis.

## Jednostki napędowe
Egzemplarze karosowane przez firmę Göppel były dostępne także z silnikami: 190-konnym (NM 192) i 220-konnym (NM 222).

## Zakończenie produkcji
Produkcję modelu zakończono w roku 1998, wraz z wprowadzeniem do produkcji jego następcy - NM 223.

## MAN NM xx2 w Polsce

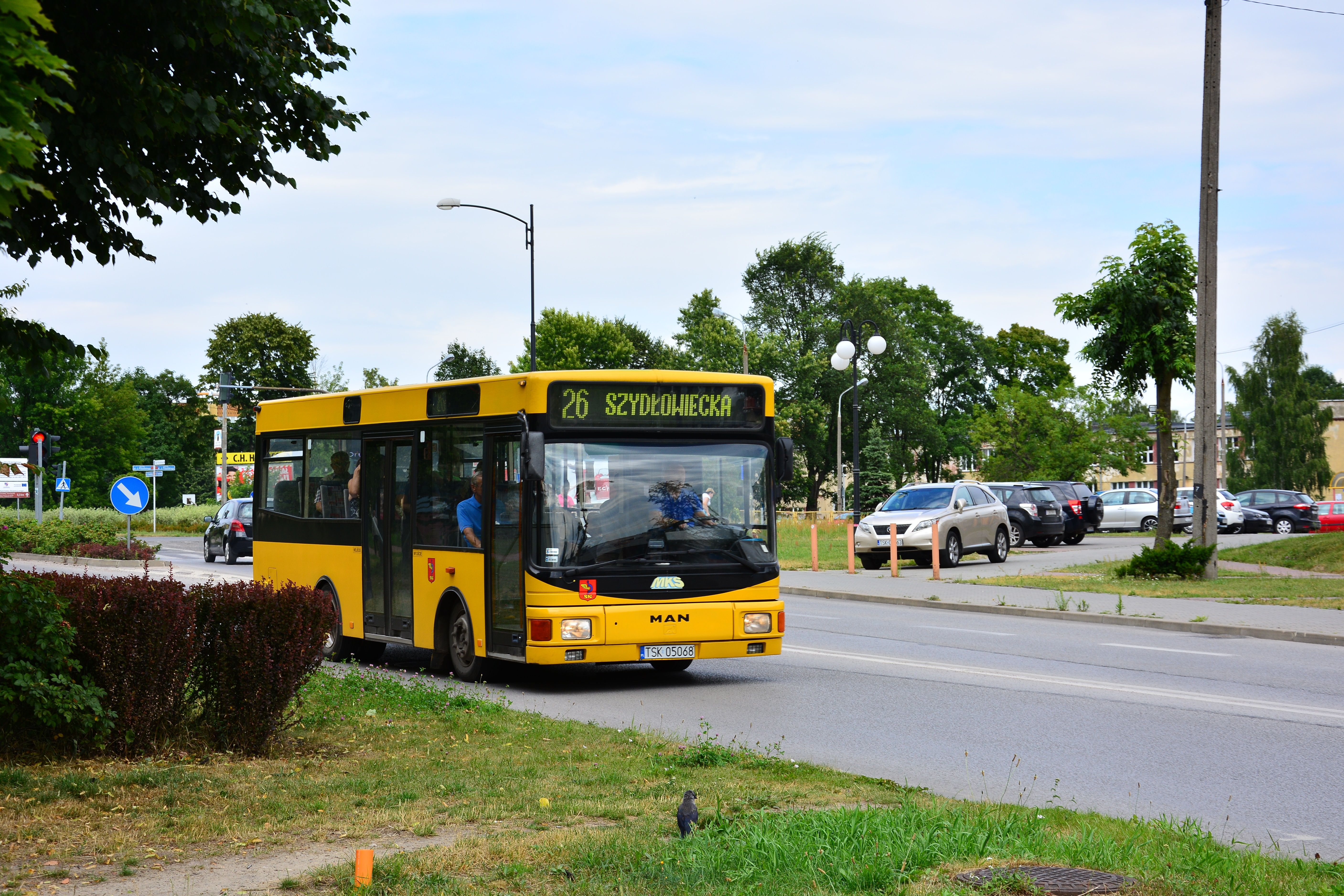
MAN NM 152 należący do MKS Skarżysko-Kamienna funkcjonuje do dziś na ulicach Skarżyska-Kamiennej.

Do Polski sprowadzono kilkadziesiąt sztuk NM 152, głównie do przedsiębiorstw komunikacyjnych w mniejszych miastach, lub na linie autobusowe o małym potoku pasażerów, gdzie potrzeba niskopodłogowego autobusu o niedużej pojemności.
Autobusy NM 152 sprowadzane są do Polski od roku 2005 do chwili obecnej.